# Prisión de Auckland
La Prisión de Auckland (en inglés: Auckland Prison; nombre original Prisión de Paremoremo, coloquialmente Pare, pronunciado "Par-re") es un centro penitenciario que consiste en un complejo de seguridad media y máxima seguridad en Paremoremo, Auckland, Nueva Zelanda. Los dos sectores están separados, pero situado muy juntos en una zona rural. La prisión contiene la única unidad de máxima seguridad especializada de Nueva Zelanda, que alberga algunos de los más graves delincuentes en el país. Sus antiguos nombres de 'Paremoremo' y 'Pare' son aún bien conocidos y utilizados en toda Nueva Zelanda.